# Raúl Lavista
Raúl Lavista Peimbert (31 de octubre de 1913 - 19 de octubre de 1980), conocido como Raúl Lavista, fue un  músico, director de orquesta y compositor mexicano, nacido y fallecido en la Ciudad de México. Fue socio fundador de la Sociedad de Autores y Compositores de México. Fue autor de un gran número de temas musicales para películas cinematográficas de la denominada época de oro del cine mexicano, entre otros el de El río y la muerte (1955) y el de El ángel exterminador (1962), ambos filmes dirigidos por Luis Buñuel.

## Datos biográficos
A los 10 años de edad ofreció un recital de piano incluyendo composiciones suyas, por lo que se le consideró un niño prodigio. En 1930, ingresó a la Facultad de Música de la Universidad Nacional Autónoma de México. Tuvo como maestro de contrapunto y composición a Manuel M. Ponce.[cita requerida]
Posteriormente, en el Conservatorio Nacional de Música, fue alumno de Silvestre Revueltas en dirección de orquesta. Con el propio Revueltas estudió también composición.[cita requerida]
Dirigió la Orquesta Sinfónica Nacional y la Orquesta Filarmónica de la UNAM. Compuso canciones y obras para orquesta sinfónica y fue también conductor de programas radiofónicos.[cita requerida]
Orientó la mayor parte de su vida profesional a la cinematografía (se inició en el cine en 1943), y musicalizó más de 300 películas, desde 1937 hasta el día en que murió, y obtuvo numerosos premios, entre los que sobresalen seis premios Ariel de la Academia Mexicana de Artes y Ciencias Cinematográficas. En la SACM hay registradas 378 obras suyas.
Raúl Lavista, quien fue socio fundador de la Sociedad de Autores y Compositores de México, falleció el 19 de octubre de 1980 en Ciudad de México.[cita requerida]
Fue tío del también compositor musical mexicano Mario Lavista.[cita requerida]

## Reconocimientos
Raúl Lavista ha recibido 15 nominaciones a los premios Ariel, 6 de las cuales ha sido ganador.
| Ceremonia | Año  | Categoría       | Película               | Ganador  |
| --------- | ---- | --------------- | ---------------------- | -------- |
| I         | 1946 | Música de fondo | Crepúsculo             | Nominado |
| II        | 1947 | Música de fondo | La otra                | Nominado |
| IV        | 1949 | Música de fondo | Rosenda                | Nominado |
| V         | 1950 | Música de fondo | San Felipe de Jesús    | Nominado |
| VI        | 1951 | Música de fondo | El hombre sin rostro   | Ganador  |
| VII       | 1952 | Música de fondo | En la palma de tu mano | Nominado |
| VIII      | 1953 | Música de fondo | La ausente             | Nominado |
| IX        | 1954 | Música de fondo | El niño y la niebla    | Nominado |
| X         | 1955 | Música de fondo | Retorno a la juventud  | Nominado |
| XI        | 1956 | Música de fondo | El río y la muerte     | Ganador  |
| XIII      | 1958 | Música de fondo | Tizoc                  | Ganador  |
| XV        | 1973 | Música de fondo | Los días del amor      | Ganador  |
| XVIII     | 1976 | Música de fondo | Más negro que la noche | Ganador  |
| XIX       | 1977 | Música de fondo | Cuartelazo             | Nominado |
| XXIII     | 1996 | Ariel de Oro    | -                      | Ganador  |